# 北ミナハサ県
北ミナハサ県（きたミナハサけん、インドネシア語: Kabupaten Minahasa Utara）はインドネシア、北スラウェシ州の県。ミナハサ半島先端部に位置する。
県庁所在地はアイルマディディ。もともとミナハサ県の一部であったが2003年12月18日に分割設置された。スラウェシ島北のバンカ島（Pulau Bangka）とタリセイ島（Pulau Talisei）なども含まれる。東部はビツン市になっている。

## 自治体
県は10の郡（kecamatan）に分かれており、2010年の調査による人口は以下のようであった。
| 名称             | 日本語表記       | 人口（2010） |
| ---------------- | ---------------- | ------------ |
| Kema             | ケマ             | 15,009       |
| Kauditan         | ガウディタン     | 23,620       |
| Airmadidi        | アイルマディディ | 26,558       |
| Kalawat          | カラワット       | 26,675       |
| Dimembe          | ディメンべ       | 22,774       |
| Talawaan         | タラワアン       | 17,678       |
| Wori             | ウォリ           | 17,980       |
| Likupang Barat   | 西リクパン       | 16,988       |
| Likupang Timur   | 東リクパン       | 16,519       |
| Likupang Selatan | 南リクパン       | 5,103        |

## 註
1. 1 2  North Sulawesi in Figures 2013. Badan Pusat Statistik Sulawesi Utara, 2013, p. 52.
2. ↑  Undang-Undang Republik Indonesia Nomor 33 Tahun 2003 Archived 2014-01-26 at the Wayback Machine.
3. ↑  Biro Pusat Statistik, Jakarta, 2011.

座標: 北緯1度24分09秒 東経124度57分36秒 / 北緯1.40250度 東経124.96000度